# Arthur Buzello
Arthur Buzello (* 5. Juli 1890 in Angerburg; † 27. September 1967) war ein deutscher Mediziner.
Buzello studierte von 1908 bis 1913 Medizin in Halle, anschließend in Greifswald, wo er 1919 mit der Dissertation Chronische Dünndarminvagination bedingt durch den seltenen Befund eines inneren Schleimhautdivertikels zum Dr. med. promovierte. 1923 habilitierte er sich für Chirurgie an der Universität Greifswald. Anschließend war er ebendort bis 1929 Privatdozent für Chirurgie und von da an bis 1931 nichtplanmäßiger außerordentlicher Professor für Chirurgie. Zum 1. Mai 1933 trat er der NSDAP bei (Mitgliedsnummer 3.488.453).
Nach Kriegsende trat Buzello 1945 dem FDGB bei und war ab 1950 Professor mit Lehrstuhl für Chirurgie an der Medizinischen Fakultät der Universität Leipzig. Ab 1951 war er Direktor der Chirurgischen Universitätsklinik Leipzig.